# Helena Scheuberinová

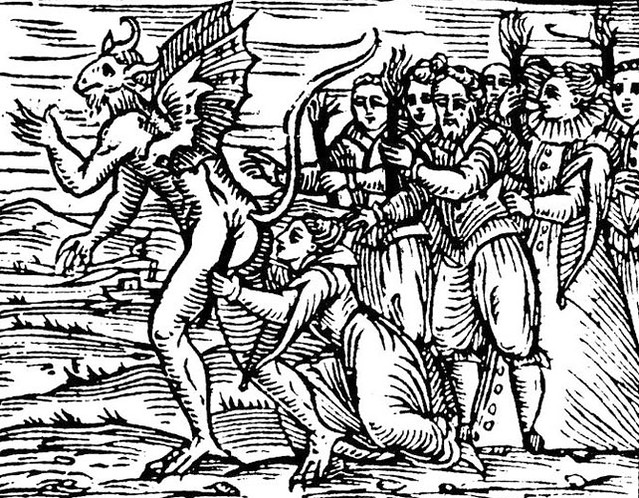
Ilustrace ke Kladivu na čarodějnice

Helena Scheuberinová (žila kolem roku 1485 v Innsbrucku) byla rakouskou obětí čarodějnických procesů. Její proces, který skončil osvobozením, vedl k sepsání knihy Kladivo na čarodějnice (Malleus Maleficarum), zveřejněné roku 1486.

## Proces
Při příjezdu inkvizitora Heinricha Kramera do Innsbrucku mu Helena Scheuberinová zkřížila cestu a před celým davem na něj zakřičela: „Jdi z cesty, ty zlý mnichu, ať tě vezme čert!“ Kramer se přirozeně o dotyčnou začal zajímat. Dozvěděl se, že jde o „agresivní a nezávislou ženštinu, která se nebojí říkat své názory nahlas“. Když pak slyšel, že Helena přesvědčuje měšťany, aby bojkotovali jeho kázání, dospěl k přesvědčení, že musí jít o čarodějnici. Roku 1485 byla Helena Scheuberinová předvolána před soud v Innsbrucku. Byla obžalována, že pomocí magie usmrtila rytíře Jörga Spiesse. Rytíř onemocněl a jeho italský lékař ho varoval před dalšími návštěvami u Heleny Scheuberinové, protože by mohl zemřít.
V procesu bylo souzeno dalších šest žen, které byly obžalovány z čarodějnictví. Z výpovědí několika svědků se dalo vyčíst, že byly motivovány osobními předsudky vůči obžalovaným ženám. Kromě toho úřady v té době ještě považovaly čarodějnictví za menší provinění, které nebylo bezpodmínečně spojováno s ďáblem. Nakonec byly Helena Scheuberinová a ostatních šest žen buď osvobozeny, nebo dostaly mírné tresty ve formě pokut.

## Historický význam
Inkvizitor Heinrich Kramer navrhl text papežské buly Summis desiderantes affectibus (tzv. čarodějnické buly), kterou papež Inocenc VIII. roku 1484 na jeho popud vydal a potvrdil jeho soudní pravomoc a autoritu jako inkvizitora. Prostřednictvím buly inicioval Kramer četné čarodějnické procesy, mezi nimi také v Innsbrucku. Když tam zástupci všech společenských vrstev proti němu protestovali, jmenoval biskup Georg (II.) Golser komisi, která prošetřila Kramerovu práci. Komise dospěla k negativnímu výsledku, a proto biskup poručil zastavit stíhání. Obžalované ženy propustil a zrušil rozsudky inkvizice. Kramer byl vyzván, aby opustil zemi. Poté sepsal Kramer pojednání o čarodějnictví, ze kterého se později stal návod k rozpoznávání čarodějnic Malleus Maleficarum.